# Оксид ниобия(V)
Оксид ниобия(V) — неорганическое соединение, оксид металла ниобия с формулой Nb2O5, белые тугоплавкие кристаллы, термически устойчивые, не растворимые в воде.

## Получение
- Сжигание ниобия в кислороде:

{\displaystyle {\mathsf {2Nb+5O_{2}\ {\xrightarrow {500^{o}C}}\ Nb_{2}O_{5}}}}
- Гидролиз фторида ниобия(V) или хлорида ниобия(V):

{\displaystyle {\mathsf {2NbCl_{5}+5H_{2}O\ {\xrightarrow {}}\ Nb_{2}O_{5}\downarrow +10HCl}}}

## Физические свойства
Оксид ниобия(V) образует белые кристаллы нескольких (не менее 10) кристаллических модификаций:
- α-Nb2O5 — ромбическая сингония, параметры ячейки a = 0,623 нм, b = 4,380 нм, c = 0,391 нм, Z = 12;
- α'-Nb2O5 — моноклинная сингония, пространственная группа C 2/c, параметры ячейки a = 1,273 нм, b = 0,488 нм, c = 0,556 нм, β = 105,1°, Z = 4;
- β-Nb2O5 — моноклинная сингония, пространственная группа P 2, параметры ячейки a = 2,126 нм, b = 0,3821 нм, c = 1,935 нм, β = 119,74°, Z = 14;

При нормальных условиях стабильна форма β-Nb2O5.
Из раствора осаждается в виде гидрата Nb2O5•n H2O, который более реакционноспособный. После прокаливания  (выше 500°С) становится химически пассивным.
Не растворяется в воде, р ПР = 20,14.

## Химические свойства
- Разлагается при сильном нагревании в вакууме, превращаясь в тёмно-синий оксид нестехиометрического состава:

{\displaystyle {\mathsf {Nb_{2}O_{5}\ {\xrightarrow[{-O_{2}}]{800-1000^{o}C,vacuum}}\ NbO_{x},\ \ \ 2,4<x<2,5}}}
- Реагирует с концентрированной плавиковой кислотой:

{\displaystyle {\mathsf {Nb_{2}O_{5}+12HF\ {\xrightarrow {}}\ H_{2}[NbF_{7}]+H_{2}[NbOF_{5}]+4H_{2}O}}}
- С фторидом калия в разбавленной плавиковой кислоте:

{\displaystyle {\mathsf {Nb_{2}O_{5}+4KF+10HF\ {\xrightarrow {}}\ 2K_{2}[NbF_{7}]+5H_{2}O}}}
- Реагирует с растворами щелочей:

{\displaystyle {\mathsf {Nb_{2}O_{5}\ {\xrightarrow {NaOH}}\ Na_{8}[Nb_{6}O_{19}],Na_{8}[Nb_{4}O_{12}(OH)_{4}]}}}
- Реагирует с карбонатами щелочных металлов при спекании:

{\displaystyle {\mathsf {Nb_{2}O_{5}+Na_{2}CO_{3}\ \xrightarrow {800^{o}C,vacuum} \ 2NaNbO_{3}+CO_{2}}}}
- Восстанавливается водородом:

{\displaystyle {\mathsf {Nb_{2}O_{5}+H_{2}\ {\xrightarrow {800-1000^{o}C,vacuum}}\ 2NbO_{2}+H_{2}O}}}
- Реагирует с хлором в присутствии восстановителей:

{\displaystyle {\mathsf {Nb_{2}O_{5}+5Cl_{2}+5C\ {\xrightarrow {600-900^{o}C,vacuum}}\ 2NbCl_{5}+5CO}}}
- Восстанавливается алюминием или сажей до металлического ниобия:

{\displaystyle {\mathsf {3Nb_{2}O_{5}+10Al\ {\xrightarrow {t}}\ 6Nb+5Al_{2}O_{3}}}}
{\displaystyle {\mathsf {Nb_{2}O_{5}+5C\ {\xrightarrow {1900^{o}C}}\ 2Nb+5CO}}}

## Применение
- Промежуточный продукт при получении ниобия.
- Компонент огнеупоров, керамик, специальных стёкол.